# Pefloxacina
La  pefloxacina (nella fase sperimentale conosciuta con la sigla 1589 RB) è una molecola che appartiene alla classe dei chinoloni di terza generazione. Viene usualmente utilizzata nel trattamento delle infezioni delle vie urinarie, respiratorie, e delle prostatiti. In Italia è venduta dalla società farmaceutica Formenti S.r.l., con il nome commerciale di Peflox nella forma farmaceutica di compresse rivestite contenenti 400 mg di principio attivo.

## Storia
Venne sintetizzata per la prima volta nel 1979, in Francia il suo utilizzo venne approvato nel 1985.

## Farmacodinamica
La molecola si caratterizza per un ampio spettro di azione, simile a quello di altri chinoloni e comprendente un'ampia gamma di batteri Gram–positivi e Gram negativi. Pefloxacina agisce inibendo in modo selettivo sia la DNA–girasi (conosciuta anche come topoisomerasi II) che la topoisomerasi IV.
Questi due enzimi sono fondamentali per la cellula batterica, in particolare per i processi di duplicazione, trascrizione e riparazione dell'acido deossiribonucleico (DNA) nei batteri. La topoisomerasi IV separa le catene di DNA che deve essere replicato (cioè duplicato), prima che abbia inizio la divisione cellulare batterica. Il blocco dell'enzima impedisce al DNA di essere separato, interrompendo il processo di replicazione delle molecole dell'acido deossiribonucleico: il batterio quindi non può più dividersi né replicarsi.
La DNA girasi è invece deputata al superavvolgimento del DNA: quest'ultimo processo è cruciale per permettere alla molecola di rientrare nelle cellule di nuova formazione. Se ciò non si verifica si determina l'accumulo, all'interno della cellula batterica, di DNA in forma despiralizzata. Il blocco di entrambi i meccanismi enzimatici porta quindi alla morte del batterio

## Farmacocinetica
A seguito di somministrazione per via orale di 400 mg è possibile osservare una concentrazione plasmatica massima (Cmax) di 4 mcg/ml a distanza di circa 1 ora e mezza dall'assunzione. Il composto è ben assorbito dal tratto gastroenterico e la biodisponibilità è quasi completa (pari al 90% della dose assunta).
L'emivita della pefloxacina è di circa 12 ore. Il farmaco diffonde con facilità nei diversi liquidi e tessuti biologici. Il legame con le proteine plasmatiche è del 30% circa.
Il composto subisce un ampio metabolismo epatico con formazione di due metaboliti principali. L'eliminazione dall'organismo avviene attraverso l'emuntorio renale (per il 42% circa della dose somministrata, soprattutto come metaboliti) e per via biliare (in questo caso in gran parte in forma immodificata, ma anche come metaboliti).
Nei soggetti con insufficienza epatica la clearance plasmatica diminuisce in modo marcato e l'emivita della molecola si incrementa da 3 a 5 volte.

## Tossicologia
Studi eseguiti negli animali, particolarmente nel topo e nel ratto, hanno permesso di calcolare una DL50 nel topo pari a 255 mg/kg peso corporeo per via endovenosa e 1350 mg/kg per via sottocutanea. Nel ratto i valori sono rispettivamente di 272 mg/kg per endovena e 2420 mg/kg per os.

## Usi clinici
La pefloxacina trova indicazione in particolare nel trattamento delle infezioni delle vie urinarie e dell'albero respiratorio. così come, in profilassi, nella chirurgia epatobiliare.
È stata utilizzata anche per il trattamento della gonorrea, ma attualmente la presenza di numerosi ceppi batterici resistenti rende questa indicazione obsoleta.

## Effetti collaterali e indesiderati
Nel corso del trattamento sono relativamente frequenti gli eventi avversi a carico dell'apparato gastrointestinale ed in particolare dispepsia, nausea e vomito, diarrea. In rari casi la diarrea può essere particolare grave, persistente e/o associata a sanguinamento: ciò può indicare una infezione da C. difficile, in particolare una colite pseudomembranosa. La molecola può facilitare l'insorgenza di convulsioni in soggetti che hanno già una storia personale di epilessia o di fattori predisponenti alle convulsioni (ad esempio pregressi traumi cranici o ischemie cerebrali, encefalopatia multivascolare). In alcuni soggetti è stata segnalata la rapida insorgenza di neuropatia periferica sensoriale o sensitiva e motoria.
Anche per questa molecola si possono verificare gli effetti avversi propri di altri antibiotici fluorchinolonici. Tra questi, in particolare, i disturbi a carico dei tendini, le artropatie e le esacerbazioni dei sintomi della miastenia grave.

## Controindicazioni
La pefloxacina è controindicata nei soggetti con ipersensibilità nota al principio attivo, ad altri fluorchinoloni oppure ad uno qualsiasi degli eccipienti contenuti nella formulazione farmacologica. È inoltre controindicata nei pazienti affetti da insufficienza di glucosio-6-fosfato deidrogenasi oltre che nei soggetti in età pediatrica o adolescenti ancora in fase di crescita per il rischio di insorgenza di severe forme di artropatia, in particolare a carico delle grandi articolazioni. Come altri fluorchinoloni la pefloxacina non deve essere assunta da soggetti epilettici e da coloro che presentano alterazioni del sistema nervoso centrale (ad esempio pregressi traumi cranici o cerebrali, pregresse encefaliti o meningiti, ictus cerebrale), che possono determinare un abbassamento della soglia convulsiva. Nei pazienti affetti da nefropatie il dosaggio deve essere diminuito.

## Dosi terapeutiche
Nei soggetti adulti è indicata l'assunzione di 800 mg al giorno suddivisi in due dosi da 400 mg, da assumersi una al mattino e una alla sera, preferibilmente prima di assumere del cibo. È anche possibile assume 800 mg in un'unica somministrazione come dose d'attacco, successivamente seguiti da 400 mg di principio attivo ogni 12 ore.